# Pampusana kubaryi
La paloma perdiz de las Carolinas o paloma perdiz de Carolinas (Pampusana kubaryi) es una especie de ave columbiforme de la familia Columbidae endémica de Micronesia.

## Distribución y hábitat
Se encuentra únicamente en las selvas y manglares de las islas Carolinas orientales, distribuida por las islas de Ponapé y Chuuk. Está amenazada por la pérdida de hábitat.